# SN 1984N
SN 1984N – supernowa typu Pec odkryta 20 lipca 1984 roku w galaktyce NGC 7184. W momencie odkrycia miała maksymalną jasność 14,00m.